# ضمیر ناآگاه (کتاب)

ضمیرِ ناآگاه (به آلمانی: Das Unbewußte) عنوانِ اثری است از زیگموند فروید عصب‌شناس اتریشی و بنیانگذار علم روانکاوی. این نوشتار نخستین بار در سال ۱۹۱۵ م. در دو قسمت (فصل‌های ۱ تا ۴ و فصل‌های ۵ تا ۷) در مجله ی بین المللی روانکاوی (Internationale Zeitschrift für Ärztliche Psychoanalyse) و به زبان آلمانی‌ منتشر شد.

## ساختار و درون‌مایه کتاب
این جستار حاوی یکی‌ از محوری‌ترین یافته‌های علمی‌ او یعنی‌ همان ضمیر ناآگاه می‌باشد که در راستای تبیینِ دقیق و عالمانهٔ مفهومِ ساختارِ روانِ انسان میباشد. فروید در نظریهٔ اولِ خود دستگاهِ روان را متشکل از سه ضمیر، آگاه (das Bewußte)، پیش‌آگاه (das Vorbewußte) و ناآگاه (das Unbewußte) میداند که البته بخش اعظم آنرا ناآگاه تشکیل میدهد. طبق نظریه فروید راه‌های دستیابی به ضمیر ناآگاه عبارتند از: رویاها، لغزش‌های کلامی‌ و غیرِ کلامی‌ و نشانگان.
ضمیر ناآگاه در هفت فصل نگاشته شده است:
- فصل اول: توجیهِ ضمیرِ ناآگاه (به آلمانی: I. Die Rechtfertigung des Unbewußten)[۳]
- فصل دوم: چند معنائیِ ضمیرِ ناآگاه و دیدگاهِ جایگاه‌شناسانه (II. Die Vieldeutigkeit des Unbewußten und der topische Gesichtpunkt)
- فصل سوم: احساس‌های ناآگاهانه (III. Unbewußte Gefühle)
- فصل چهارم: جایگاه‌شناسی‌ و پویشِ پس‌رانش (IV. Topik und Dynamik der Verdrängung)
- فصل پنجم: چگونگی‌‌های ویژه یِ سامانه یِ ضمیرِ ناآگاه (V. Die besonderen Eigenschaften des Systems Ubw)
- فصل ششم:ارتباط هر دو سامانه (VI. Der Verkehr der beiden Systeme)
- فصل هفتم: به رسمیت شناختنِ ضمیرِ ناآگاه (VII. Die Agnoszierung des Unbewußten)

## نسخه فارسی
در سال ۱۳۹۲ ترجمهٔ فارسی این اثر  برای نخستین‌بار از زبان اصلی نوشتار یعنی‌ آلمانی توسط نشر پژواک هنر و انديشه، و با ترجمهٔ علی فولادین٫ آرین مرادزاده و سید حسین مجتهدی همراهِ متن انگلیسی و آلمانی آن روانهٔ بازار نشر شد.
مترجمان با داشتن آشنائی با مبانیِ نظری و عملیِ روانکاوی و زبانشناسی، کوشیده ا‌ند تا حد امکان انتقال درست محتوا، وفاداری به متن و نگهداری فضای ادبی متون فرویدی را مراعات نمایند.
در ویراستِ دوم فرهنگِ موجزِ اصطلاحاتِ تخصصیِ پرکاربرد بر مبنای منبع معتبری چون «واژگانِ روانکاوی» اثر لاپلانش و پونتالیس و همچنین واژه نامه یِ تخصصی یِ سه زبانه در ضمیمه یِ کتاب آورده شده.